# Hypocera semirufa
Hypocera semirufa är en tvåvingeart som beskrevs av Rudolf Beyer 1958. Hypocera semirufa ingår i släktet Hypocera och familjen puckelflugor.
Artens utbredningsområde är Myanmar. Inga underarter finns listade i Catalogue of Life.